# Погребище (город)
Погреби́ще (также известно как Погребыще, и, ранее — Рокитня, укр. Погреби́ще) — город в Винницкой области Украины. Входит в Винницкий район. До 2020 года был административным центром упразднённого Погребищенского района.

## Географическое положение
Расположен на берегах реки Рось.

## История
В начале XIII века, после татаро-монгольского нашествия на городское поселение Рокитня остались одни погреба-подземелья и подземные ходы, где удалось уцелеть немногим жителям. Есть гипотеза, что именно от тех давних и трагических событий происходит современное название города.
В первой половине XVII века в поселке появились евреи и была построена деревянная синагога. В 1648 году войско Богдана Хмельницкого, возглавляемое Максимом Кривоносом, уничтожили всех евреев Погребища. В 1653 году Погребище было полностью разрушено князем Вишневецким, отступавшим вместе с поляками от Днепра — под натиском Богдана Хмельницкого.
В начале XVIII века еврейское население вернулось в Погребище и к 1765 году в городке насчитывалось 664 еврея. В то время Погребище славилось одним из важнейших центров торговли и ремёсел. Местные ярмарки привлекали купцов из Польши и других стран.
В 1736 и 1768 годах в Погребище располагались отряды восставших гайдамаков. В XVIII—XIX веках Погребище становится имением одной из ветвей знатного польского рода Ржевуских. Здесь у литератора Адама Ржевуского родились две знаменитые дочери — Каролина, в которую были влюблены Мицкевич и Пушкин, и Эвелина, ставшая женой Бальзака.

### Новое время
В 1847 году в городке Погребище проживало 1726 евреев, а в 1897-м — 2494 (40 % всего населения).
В конце XIX века на землях графа Ржевуского построены железная дорога и станция.
В 1898 году Погребище являлось местечком Бердичевского уезда Киевской губернии с 5925 жителями, здесь действовали две церковно-приходские школы, две православные церкви (каменная — Успенская церковь, и, деревянная — Михайловская), католический костел, синагога. Здесь проводилась ярмарка и дважды в месяц — базары.

### 1918 — 1991
После Октябрьской революции, во время гражданской войны в 1918 году в Погребищах был создан отряд еврейской самообороны, который был разоружен петлюровцами в августе 1919 года. После их ухода войска Зеленого устроили еврейский погром, который продолжался с 18 по 21 августа. В это время, согласно документам, представленным на сайте института науки, культуры и наследия еврейского народа «Am haZikaron», было убито около 400 человек (из них около 200 женщин), сотни ранены.
В 1920-х годах был создан Погребищенский еврейский сельсовет.
В 1921 году здесь была открыта сельскохозяйственная школа, в 1923 — организован первый колхоз им. Т. Шевченко.
С 1927 года в городе работает маслозавод, который на современном этапе производит масло, твердый сыр, мороженое и другую продукцию.
5 декабря 1931 года здесь началось издание местной газеты.
22 октября 1938 года посёлок Погребище был отнесен к разряду поселков городского типа.
Немецко-фашистские войска оккупировали город 21 июля 1941 года. В середине октября 1941 5-я немецкая оперативная команда расстреляла в Погребище всё еврейское население — почти 1360 человек. Во времена оккупации в Погребище действовала подпольная группа сопротивления, которую возглавлял 18-летний М. Д. Копецкий. 30 декабря 1943 года город освободила 65 мотобригады 1-й танковой армии генерала М. Е. Катукова. В память об этом событии в городе установлен танк времен войны ИС.
Более 6 000 воинов-погребищан остались на полях сражений. Семеро уроженцев района удостоены звания Героя Советского Союза. Это А. Бурлачук , В. Кравченко, А. Москальчук, А. Пономарчук, М. Семаки, И. Слободянюк, В. Терлецкий. В братской могиле, которая находится в центре города, похоронены 653 воина.
Почти из 100 воинов, проходивших службу в различных горячих точках мира, с афганской войны живыми домой не вернулось 6 погребищан: И. Кумчак, В. Иващук, А. Харченко, Е. Мельник, А. Шевчук, В. Ищук. В городском парке установлен обелиск памяти, их именами названы солдатские поля.
В 1966 году была открыта музыкальная школа, которую в 2000 году перевели в просторное, капитально отремонтированное помещение.
В 1974 году численность населения составляла 10,3 тыс. человек, здесь действовали сахарный завод, маслодельный завод, хлебозавод, завод сухого обезжиренного молока, комбикормовый завод, завод железобетонных изделий, кирпичный завод и медицинское училище.
В 1985 году открылось профессионально-техническое училище (ныне — высшее профессиональное училище-42), где ежегодно обучается около 600 будущих специалистов сельского хозяйства.
В 1986 году здесь был построен детсад-ясли на 160 мест (архитектор А. Бондарчук).
В январе 1989 года численность населения составляла 11 705 человек, основой экономики в это время являлись контейнерный завод, предприятия пищевой промышленности и производство стройматериалов.

### После 1991
В мае 1995 года Кабинет министров Украины утвердил решение о приватизации находившихся в городе сахарного завода, райсельхозтехники и райсельхозхимии, в июле 1995 года было утверждено решение о приватизации завода сухого обезжиренного молока.
В эти же годы была проведена газификация, появились комфортабельные многоэтажные дома.

## Население
На 1 января 2013 года численность населения города составляла 9898 человек.

### Языковой состав
Родной язык населения по данным переписи 2001 года:
| Язык       | Численность, чел. | Доля     |
| ---------- | ----------------- | -------- |
| Украинский | 10 536            | 98,72 %  |
| Русский    | 127               | 1,19 %   |
| Другое     | 10                | 0,09 %   |
| Итого      | 10 673            | 100,00 % |

## Транспорт
- ж.-д. станция Ржевусская[1] на линии Казатин — Христиновка[6] Юго-Западной железной дороги.

## Известные люди
- Фридман, Израиль (1797—1850) — раввин, основатель одной из ветвей хасидизма.
- Ганская, Эвелина (1801—1882) — помещица, супруга Оноре де Бальзака.
- Довгополюк, Матвей Лукич (1893—1944) — поэт и прозаик, педагог.
- Лев, Миша (1917—2013) — еврейский писатель (идиш).
- Присяжнюк, Андрей Александрович (1912—1982) — актёр, народный артист СССР (1973).
- Рыбачук, Олег Борисович (р. 1958) — украинский политик.

## Топографические карты
- Лист карты M-35-XXIV. Масштаб: 1 : 200 000. Указать дату выпуска/состояния местности.